# Manduca holcombi
Manduca holcombi är en fjärilsart som beskrevs av Josef Mooser 1942. Manduca holcombi ingår i släktet Manduca och familjen svärmare. Inga underarter finns listade i Catalogue of Life.